# Colonia Francisco I. Madero, Guanajuato
Colonia Francisco I. Madero är en ort i Mexiko.   Den ligger i kommunen Dolores Hidalgo och delstaten Guanajuato, i den centrala delen av landet, 270 km nordväst om huvudstaden Mexico City. Colonia Francisco I. Madero ligger 1 975 meter över havet och antalet invånare är 659.
Terrängen runt Colonia Francisco I. Madero är platt åt nordost, men åt sydväst är den kuperad. Runt Colonia Francisco I. Madero är det ganska tätbefolkat, med 93 invånare per kvadratkilometer. Närmaste större samhälle är Dolores Hidalgo, 3,6 km öster om Colonia Francisco I. Madero. Trakten runt Colonia Francisco I. Madero består i huvudsak av gräsmarker.